# Ниванйоки
Ниванйоки, в верховьях Хейняйоки— река в России, протекает по территории Лахденпохского и Сортавальского районов Карелии. Устье реки находится в 6,8 км по левому берегу реки Мийналанйоки. Длина реки — 26 км.
Река имеет правым приток Ниваноя.

## Данные водного реестра
По данным государственного водного реестра России относится к Балтийскому бассейновому округу, водохозяйственный участок реки — Водные объекты бассейна оз. Ладожское без рр. Волхов, Свирь и Сясь, речной подбассейн реки — Нева и реки бассейна Ладожского озера (без подбассейна Свирь и Волхов, российская часть бассейнов). Относится к речному бассейну реки Нева (включая бассейны рек Онежского и Ладожского озера).

## Галерея

Река Ниванйоки
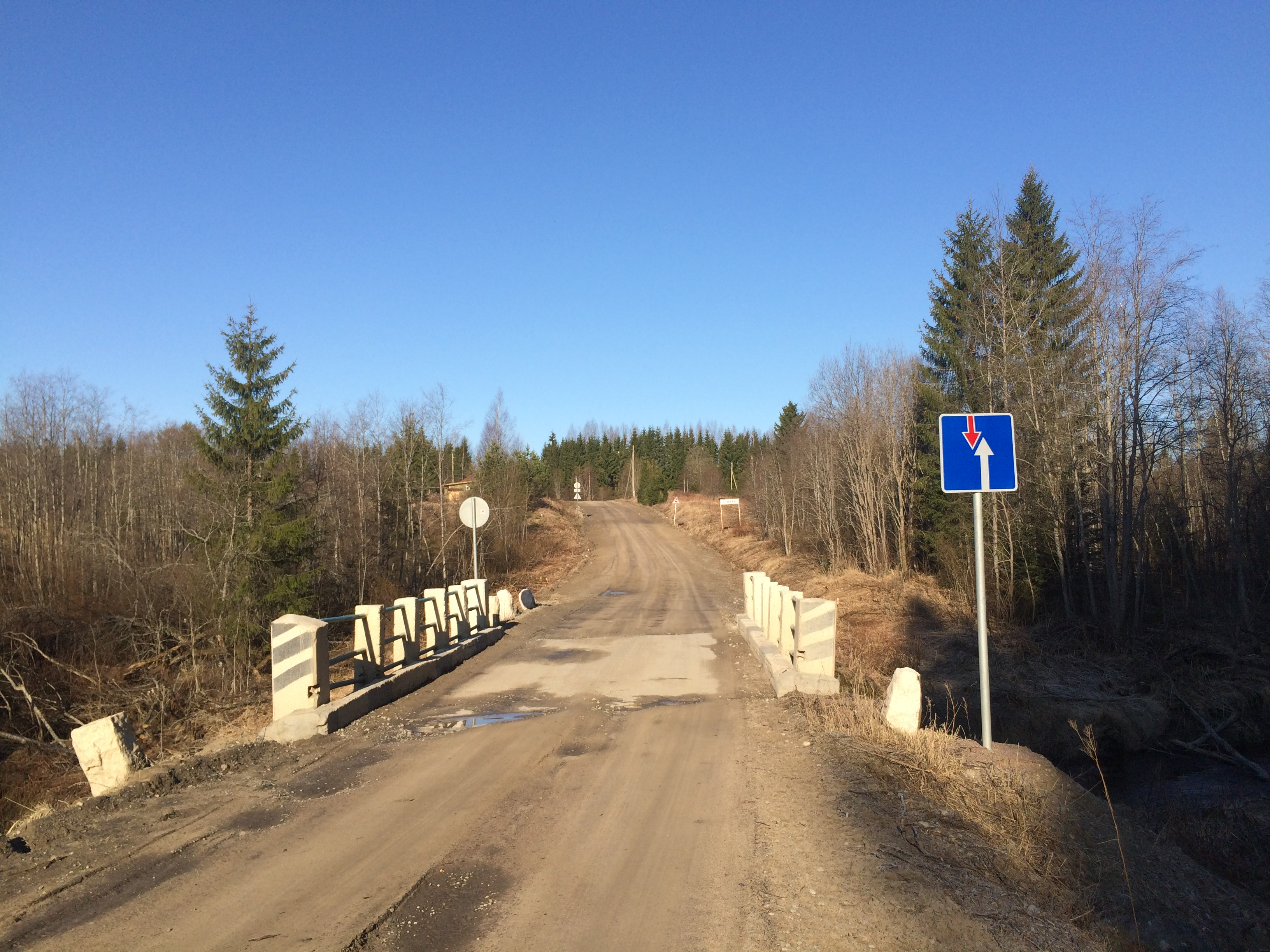
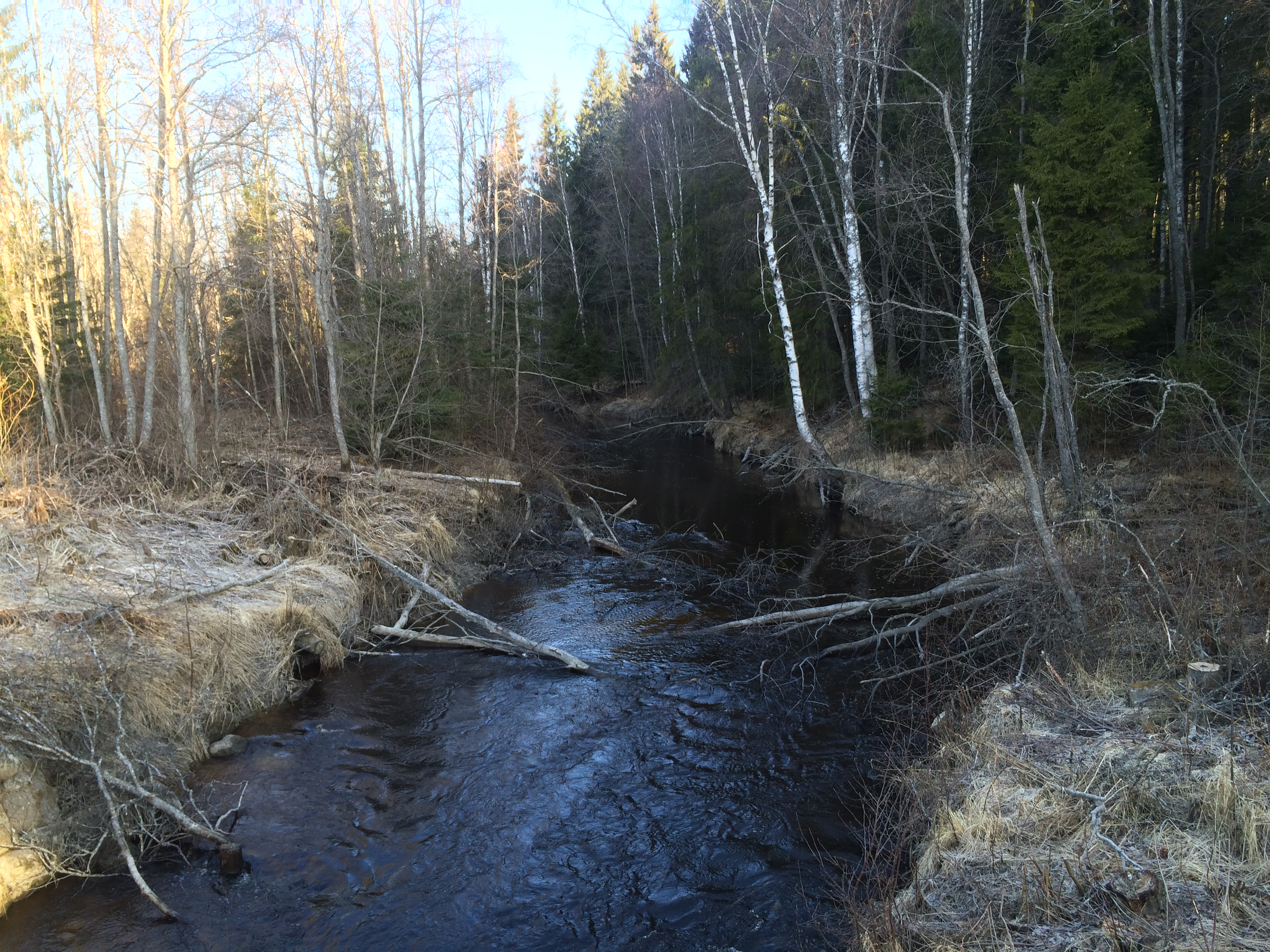